# Schwarze Makrele
Die Schwarze Makrele (Scombrolabrax heterolepis) ist ein Vertreter der Barschverwandten (Percomorphaceae). Die Tiere leben in subtropischen und tropischen Bereichen von Atlantik, Pazifik und Indischem Ozean in Tiefen von 100 bis 900 Metern. Die Art fehlt im östlichen Pazifik und im südöstlichen Atlantik.

## Merkmale
Die Schwarze Makrele wird maximal 30 Zentimeter lang. Sie ist von dunkelbrauner Farbe, hat ein vorstreckbares Maul, die Ränder von Vorkiemendeckel und Kiemendeckel sind gesägt. Die Anzahl der Wirbel liegt bei 30. Die Schwimmblase ist mit dünnen Ausstülpungen versehen, die sich bis in blasenartige Einstülpungen der Wirbel 5 bis 12 erstrecken.
Flossenformel:
Dorsale 12/14–16, Anale 2–3/16–18.

## Systematik
Die Schwarze Makrele vereinigt Merkmale der nicht näher verwandten Echten Barsche (Percidae) und der beiden deutlich enger verwandten Familien der Makrelen und Thunfische (Scombridae) und der Schlangenmakrelen (Gempylidae). Sie wird in eine eigene Familie gestellt. Ihren engsten Verwandten innerhalb der Scombriformes sind wahrscheinlich die Schlangenmakrelen und die Haarschwänze (Trichiuridae).

## Belege
1. ↑  Friedman, M., Feilich, K.L., Beckett, H.T., Alfaro, M.E., Faircloth, B.C., Cerný, D., Miya, M., Near, T.J. & Harrington, R.C. (2019): A phylogenomic framework for pelagiarian fishes (Acanthomorpha: Percomorpha) highlights mosaic radiation in the open ocean. Proceedings of the Royal Society B, September 2019, doi: 10.1098/rspb.2019.1502